# Ring I
| KEHÄ RING | I |

| 101 |

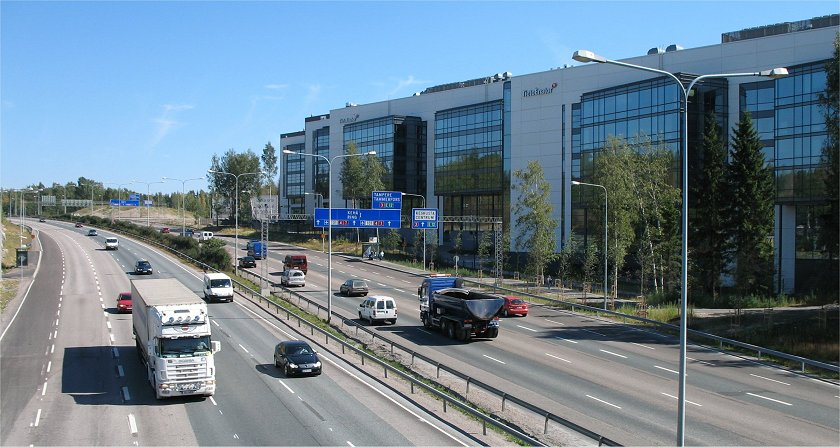
Ring I vid Lassas

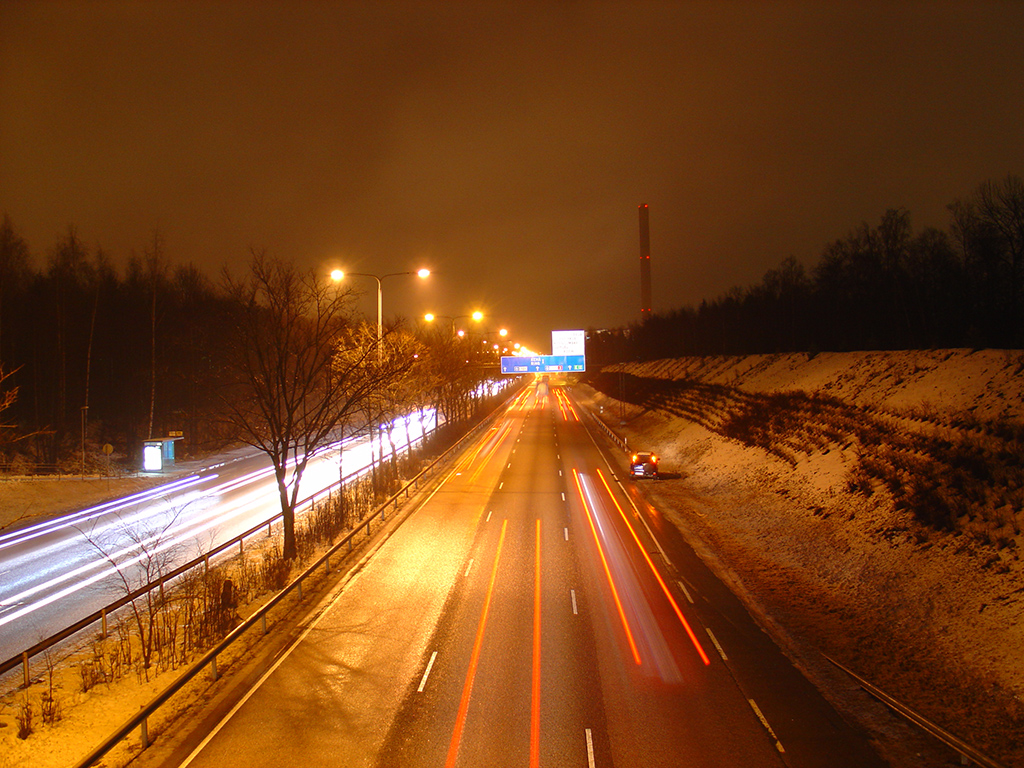
Ring I vid Lassas

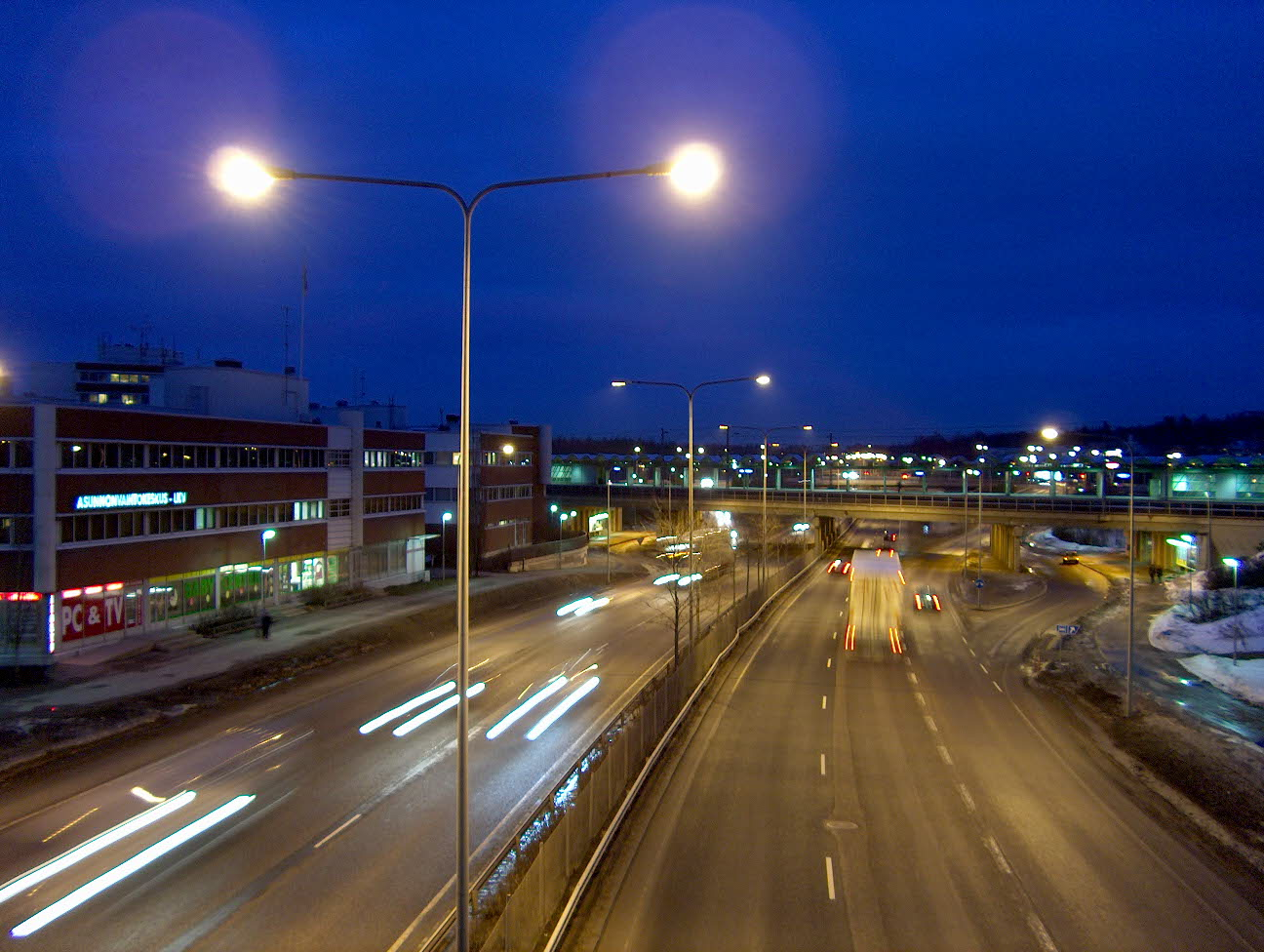
Ring I vid Bocksbacka

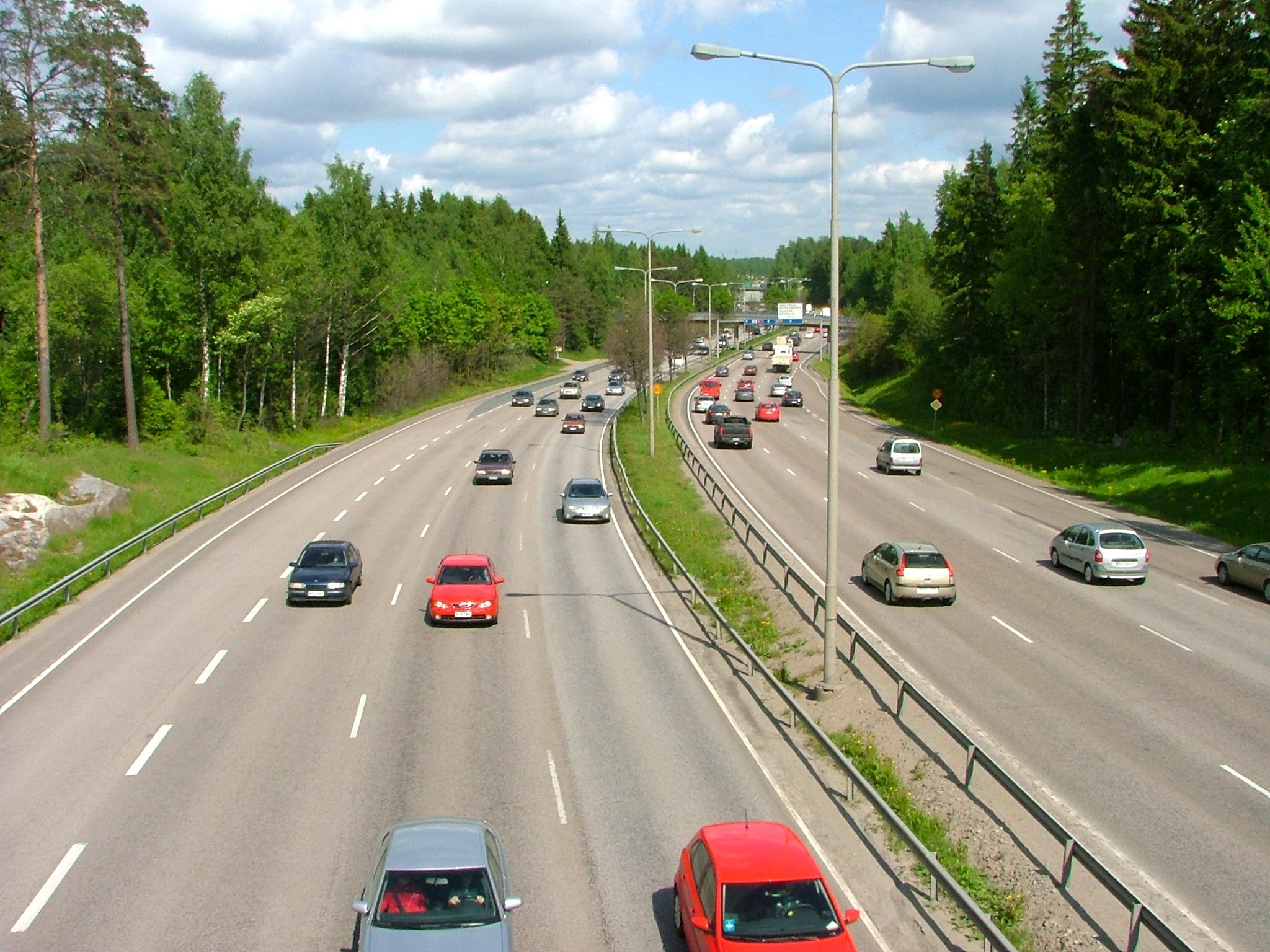
Ring I vid Britas

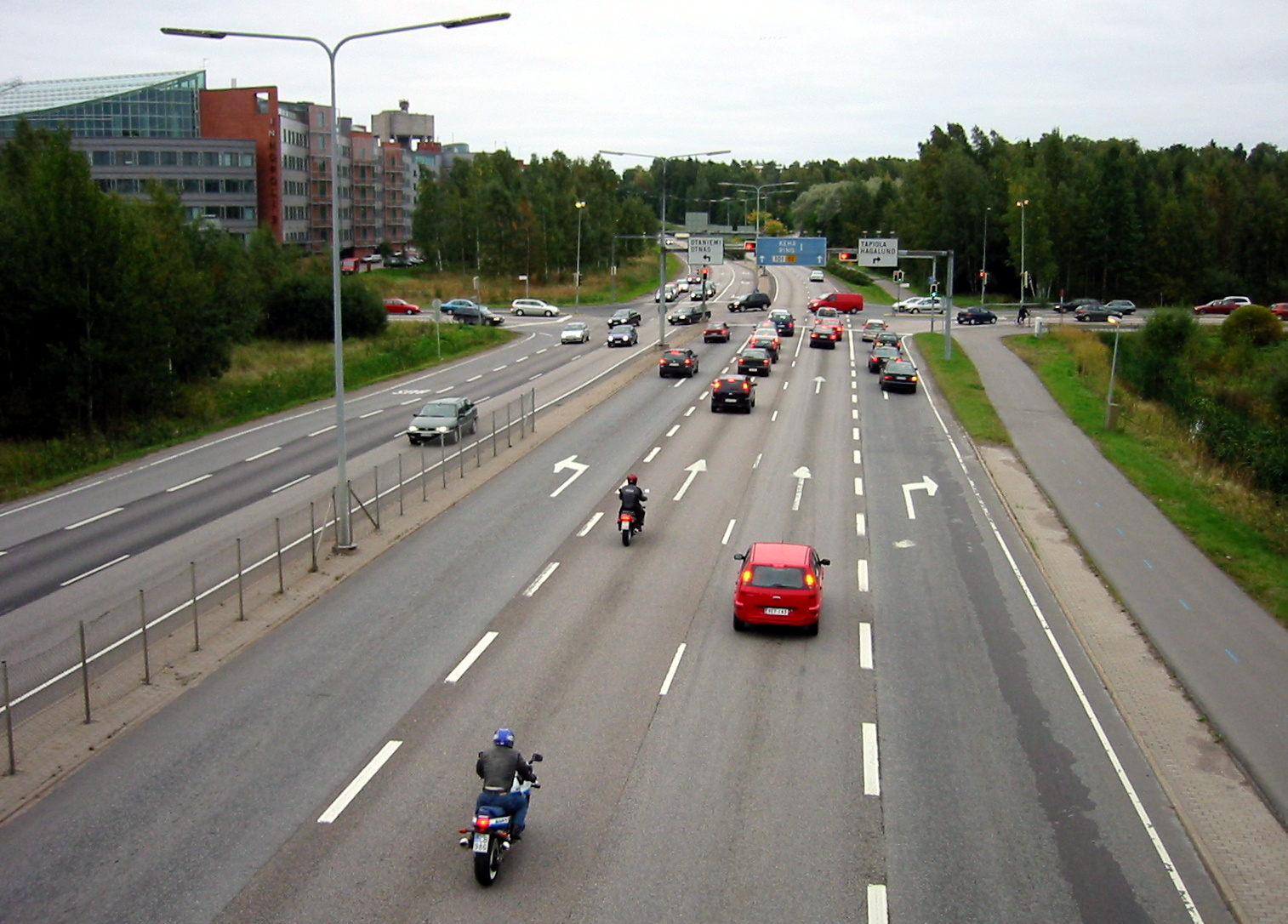
Trafikljuskorsning i Hagalund

Ring I (finska Kehä I), regionalväg 101, är en omfartsled i Finlands huvudstad Helsingfors.
Vägen sträcker sig 24 km från Västerleden (Stamväg 51) vid Hagalund i Esbo väster om Helsingfors till Österleden (Regionalväg 170) vid Östra centrum öster om Helsingfors centrum. Ring I binder samman samtliga huvudinfartsleder till Helsingfors: Västerleden, Åboleden, Åbovägen, Vichtisvägen, Tavastehusleden, Tusbyleden, Lahtisleden och Österleden. Vägen är fyr- eller sexfilig, men inte en motorväg. Hastighetsbegränsningen är 70 eller 80 km/h, ställvis 60 km/h. 
Ring I byggdes i flera etapper och blev klar år 1980. Ringvägen är Finlands mest trafikerade allmänna väg och lider av svåra trafikstockningar under rusningstid 7-9 och 15-18. I medeltal kör 60 000 fordon dagligen på vägen och den mest trafikerade sträckan vid Baggböle passeras av 113 000 fordon per dygn. Av trafiken i Helsingfors är det den tvärgående trafiken som växer snabbast vilket märks i trafikflödet på Ring I. 

## Historia
Ring I blev i sin helhet klar 1980. Namnet Mästarleden föreslogs för den nya leden, eftersom gatorna Kvarnmästarvägen, Smedsmästarsvägen och Murmästarsvägen i Helsingfors knöts samman till den nya ringvägen i vägplanen från 1969. Alla ovanstående namn är fortfarande i bruk som gatunamn för Ring I trots att ingen har dem som adress. 
Grunden för Ring I ligger i den gatuförbindelse som Helsingfors stad byggde på 1950- och 1960-talen: Kvarnmästarvägen, Smedsmästarsvägen och Murmästarsvägen. Dessa gator gick från den nuvarande Österleden till Tavastehusleden och bildade en naturlig tvärled som fortsatte till Åbovägen via Krämarvägen. I Esbo byggde staten avsnittet mellan Västerleden och Åbovägen i början av 1960-talet som en allmän väg. Områdesreservationer gjordes för att vägen senare kunde byggas ut till motorväg. Åren 1979–1980 byggdes den saknade länken mellan Åbovägen och Tavastehusleden och Ring I blev klar. Därmed fanns en enhetlig ringled med minst 2+2 filer från Österleden till Västerleden. 
Ring I har hela tiden byggts ut sedan den blev klar. Åren 1991–1993 förbättrades avsnittet mellan Hagalund och Bredviken i Esbo. Bland annat byggdes bullervallar och extra filer för bussar. Mot slutet av 1990-talet byggdes anslutningen mellan Ring I och Tusbyleden om och antalet filer mellan Vichtisvägen och Tusbyleden utökades till 3+3, förutom vid bron över Tavastehusleden. Den södra körbanan fick en tredje körfil över Tavastehusleden i början av 2000-talet.  
En av de större flaskhalsarna på Ring I, avsnittet mellan Åboleden och Vichtisvägen byggdes om 2008–2011. Redan 2001, då Alberga stadsbana byggdes, byggdes avsnittet över järnvägen om med bland annat bättre anslutning mellan bussar och tåg. Trafikljusen vid Åboleden och Mäkkylä blev dock kvar, vilket orsakade stora trafikstockningar. Projektet, som gick lös på 135 miljoner euro, innebar att anslutningen mellan Ring I och Åboleden byggdes om, den 500 meter långa Mästartunneln byggdes och anslutningen vid Mäkkylä blev planskild. Projektet betalades till 40 % av Esbo stad och staten stod för 60 % av kostnaderna. Esbo finansierar projektet delvis genom att sälja mark på området som frigjordes då ringvägen lades i tunnel.

## Projekt
Man planerar att bygga bort alla resterande trafikljuskorsningar och dessutom förbättra de flesta anslutningar med Helsingfors utfartsvägar för 155 miljoner euro fram till år 2025:
- Stensböle planskilda korsning (ny)
- Gårdsbacka och Kvarnbäckens planskilda korsningar (nya)
- Österledens anslutning (ny, byggs i två skeden)
- Tavastehusledens anslutning (förbättring)
- Ladugårdsvägens anslutning (förbättring)
- Sträckan Hagalund-Alberga (flera nya planskilda korsningar)
- Vichtisvägens anslutning (förbättring)
- Tunneln i Otnäs

## Anslutningar till Ring I
Ring I:ans avfarter från väster:
|                  | Nr | Trafikplats      | Korsande väg          | Skyltning                                |
| ---------------- | -- | ---------------- | --------------------- | ---------------------------------------- |
| 101 Ring I (3+3) |    |                  |                       |                                          |
|                  |    | Björnholmsknuten | 51 Västerleden        | Helsingfors, Hangö                       |
|                  |    |                  | Kägelviksstranden     | Kägeludden, Björnholm                    |
|                  |    |                  | Björnholmsvägen       | Munksnäs                                 |
| 101 Ring I (2+2) |    |                  |                       |                                          |
|                  |    |                  | Tapiolavägen          | Hagalund, Otnäs                          |
| 101 Ring I (3+3) |    |                  |                       |                                          |
|                  |    |                  | Kalevalavägen         | Hagalund, Otnäs                          |
|                  |    |                  | Torvmossvägen         | Mankans, Bredstranden                    |
|                  |    |                  | Kronoborgsvägen       | Bredvik, Bruksstranden                   |
|                  |    | Alknuten         | E 181 Åboleden        | Helsingfors, Åbo                         |
|                  |    | Säteriknuten     | Säterigatan           | Bergans, Säteri                          |
|                  |    | Ryttarknuten     | Hästskon              | Södra Alberga, Vermo                     |
|                  |    | Bleckknuten      | 110 Åbovägen          | Bemböle, Norra Alberga                   |
|                  |    | Mästartunneln    | längd cirka 500 m     | öppnad 2011                              |
|                  |    | Mästarknuten     | Mäkkyläallén          | Mäkkylä, Fågelberga, Vallberget          |
|                  |    |                  | 120 Vichtisvägen      | centrum, Vichtis, Kånala                 |
|                  |    |                  | Kanteletarvägen       | Norra Haga, Gamlas                       |
|                  |    |                  | E 123 Tavastehusleden | centrum, Tammerfors                      |
|                  |    |                  | Kårbölevägen          | Magnuskärr, Britas idr. park             |
|                  |    |                  | Baggbölevägen         | Västra Baggböle, Svedängen               |
|                  |    |                  | 45 Tusbyleden         | centrum, Tusby                           |
| 101 Ring I (2+2) |    |                  |                       |                                          |
|                  |    |                  | Bocksbackabågen       | Staffansslätten, Åggelby, Östra Baggböle |
|                  |    |                  | Malmbågen             | Malm, Bocksbacka                         |
|                  |    |                  | Rönnbackavägen        | Malm, Vik, Rönnbacka                     |
|                  |    |                  | E 75 4 7 Lahtisleden  | centrum, Lahtis, Kotka, Kouvola          |
|                  |    |                  | Stensbölevägen        | Stensböle                                |
|                  |    |                  | Gårdsbackavägen       | Gårdsbacka                               |
|                  |    |                  | Kvarnbäcksvägen       | Kvarnbäcken                              |
|                  |    |                  | Åbohusvägen           | Åbohusvägen                              |
|                  |    |                  | 170 Österleden        | centrum, Borgå, Nordsjö                  |